# Parque paisajístico Pogórze Przemyskie
Parque paisajístico Pogórze Przemyskie es un área protegida (Parque paisajístico) en el sureste de Polonia.

## Geografía
El parque protege un área de 618,62 kilómetros cuadrados (238,8 mi²). Fue establecida en 1991 y es una Natura 2000 Zona de Protección Especial de la UE.[cita requerida]
El parque se encuentra dentro del Voivodato de Subcarpacia:
- dentro de Condado de Przemyśl en Gmina Bircza, Gmina Dubiecko, Gmina Fredropol, Gmina Krasiczyn, Gmina Krzywcza, Gmina Przemyśl
- dentro de Condado de Rzeszów en Gmina Dynów.

Dentro del Parque Paisajístico hay nueve reservas naturales.